# Ákos Pásztor
Ákos Pásztor (Miskolc, 24 de junio de 1991) es un jugador de balonmano húngaro que juega como lateral izquierdo en el Tatabánya KC. Es internacional con la Selección de balonmano de Hungría.

## Clubes
- Dunaferr SE (2010-2011)
- Tatabánya KC (2011- )